# Love Me (bande originale)
Love Me est un album de musique qui rassemble la bande originale du film homonyme de Lætitia Masson. L'album sort sous support CD  en 2000.

## Autour de l'album
Référence originale : Mercury Universal 542 373-2
La musique originale du film est composée par John Cale.
Johnny Hallyday interprète cinq reprises d'Elvis Presley, dont une en duo avec Sandrine Kiberlain. 

## Les titres
| No  | Titre                                                  | Auteur                                                      | Durée |
| --- | ------------------------------------------------------ | ----------------------------------------------------------- | ----- |
| 1.  | Heartbreak Hotel (Johnny Hallyday)                     | Mae Boren Axton (en) - Tommy Durden (en) - Elvis Presley    | 2:15  |
| 2.  | Requiem                                                |                                                             |       |
| 3.  | Tryin' to Get to You (en) (Johnny Hallyday)            | Charles Singleton (songwriter) (en) - Rose Marie McCoy (en) | 2:45  |
| 4.  | A thrill and a Half (extrait)                          |                                                             |       |
| 5.  | (Let me be) Your Teddy Bear (Johnny Hallyday)          | Kall Mann - Bernie Lowe (en)                                | 1:52  |
| 6.  | A thrill and a half (extrait)                          |                                                             |       |
| 7.  | And it's supposed to be love (Abbey Lincoln)           | Abbey Lincoln                                               | 5:05  |
| 8.  | Loving You (live) (Johnny Hallyday)                    | Jerry Leiber et Mike Stoller                                | 2:02  |
| 9.  | Love Theme                                             |                                                             |       |
| 10. | Tommy                                                  |                                                             |       |
| 11. | Love Theme Electric                                    |                                                             |       |
| 12. | Cotton                                                 |                                                             |       |
| 13. | Love Me Tender (extrait) (Sandrine Kiberlain)          | Elvis Presley - Vera Matson                                 | 0:33  |
| 16. | Love Me Tender (extrait) (Jean-François Stevenin)      |                                                             | 0:20  |
| 19. | Loving You (Johnny Hallyday)                           | Mike Stoller - Jerry Leiber                                 | 1:49  |
| 22. | Loving You (extrait) (Sandrine Kiberlain)              |                                                             | 0:21  |
| 26. | Love Me Tender (Johnny Hallyday et Sandrine Kiberlain) | Elvis Presley - Vera Matson                                 | 2:45  |
| 27. | Heartbreak Hotel (John Cale)                           | Mae Boren Axton (en) - Tommy Durden (en) - Elvis Presley    |       |
| 29. | Can't Help Falling In Love With You (Elvis Presley)    | Hugo Peretti - Luigi Creatore - Georges Weiss               | 3:01  |